# Calatafimi Segesta
Calatafimi Segesta es una localidad italiana de la provincia de Trapani, región de Sicilia, con 7.144 habitantes.

Ubicación de la ciudad de Calatafimi Segesta dentro de la provincia de Trapani.

## Evolución demográfica
| Gráfica de evolución demográfica de Calatafimi Segesta entre 1861 y 2001 |
|                                                                          |
| Fuente ISTAT - Elaboración gráfica por parte de Wikipedia                |